# Rasputin (film fra 2011)
Rasputin (russisk: Распутин) er en russisk-fransk spillefilm fra 2011 af Josée Dayan.

## Medvirkende
- Gérard Depardieu – Grigorij Rasputin
- Fanny Ardant – Alexandra Fjodorovna
- Vladimir Masjkov – Nikolaj II
- Anna Mikhalkova – Anna Vyrubova
- Irina Alfjorova – Zinaida Jusupova